# Imperial College London
Imperial College London (oficiálně Imperial College of Science, Technology and Medicine) je britská výzkumná univerzita v Londýně. Imperial vznikl v rámci vize prince Alberta o čtvrti kultury, včetně Royal Albert Hall, Imperiálního institutu, mnoha muzeí a Royal Colleges, ze kterých poté vznikla tato univerzita. V roce 1907 byl Imperial College založen královskou listinou sloučením Royal College of Science, Royal School of Mines a City and Guilds College. V roce 1988 vznikla spojením se St Mary's Hospital Medical School lékařská fakulta Imperial College. V roce 2004 královna Alžběta II otevřela Imperial College Business School. Imperial College je relativně moderní univerzita a k roku 2020 má jednu z nejlepšíchch akademických reputací na světě.
Univerzita se zaměřuje výhradně na vědu, technické obory, medicínu a obchod. Hlavní kampus univerzity se nachází v londýnské čtvrti South Kensington a má inovační kampus ve čtvrti White City, výzkumnou polní stanici v Silwood Park a fakultní nemocnice v celém Londýně. Univerzita byla členem Londýnské univerzity od roku 1908 a osamostatnila se při svém stém výročí v roce 2007.  Na Imperialu je mezinárodní komunita, s více než 59 % studentů ze zemí mimo Velkou Británii a 140 zeměmi zastopenými na kampuse. Mezi studenty, zaměstnance a výzkumné pracovníky patří 14 laureátů Nobelovy ceny, 3 držitelé Fieldsovy medaile, 2 vítězové Průlomové ceny ve vědách o životě, 1 vítěz Turingovy ceny, 74 členů Královské společnosti, 87 členů Královské akademie inženýrství a 85 členů Lékařské akademie věd.

## Historie
Základní kámen Imperial Institute byl položen jeho ženou, královnou Viktorií. Následujíce vizi svých rodičů a prarodičů, královna Alžběta II. a vévoda z Yorku v nedávné době slavnostně otevřeli Imperial College Business School. Univerzita se rozrůstala slučováním menších vědeckých a výzkumných institucí, například St Mary's Hospital Medical School, Charing Cross And Westminster Medical School a National Heart and Lung Institute. Od stého výročí svého založení nepůsobí už Imperial College jako součást University of London, ale jako svébytná univerzita.

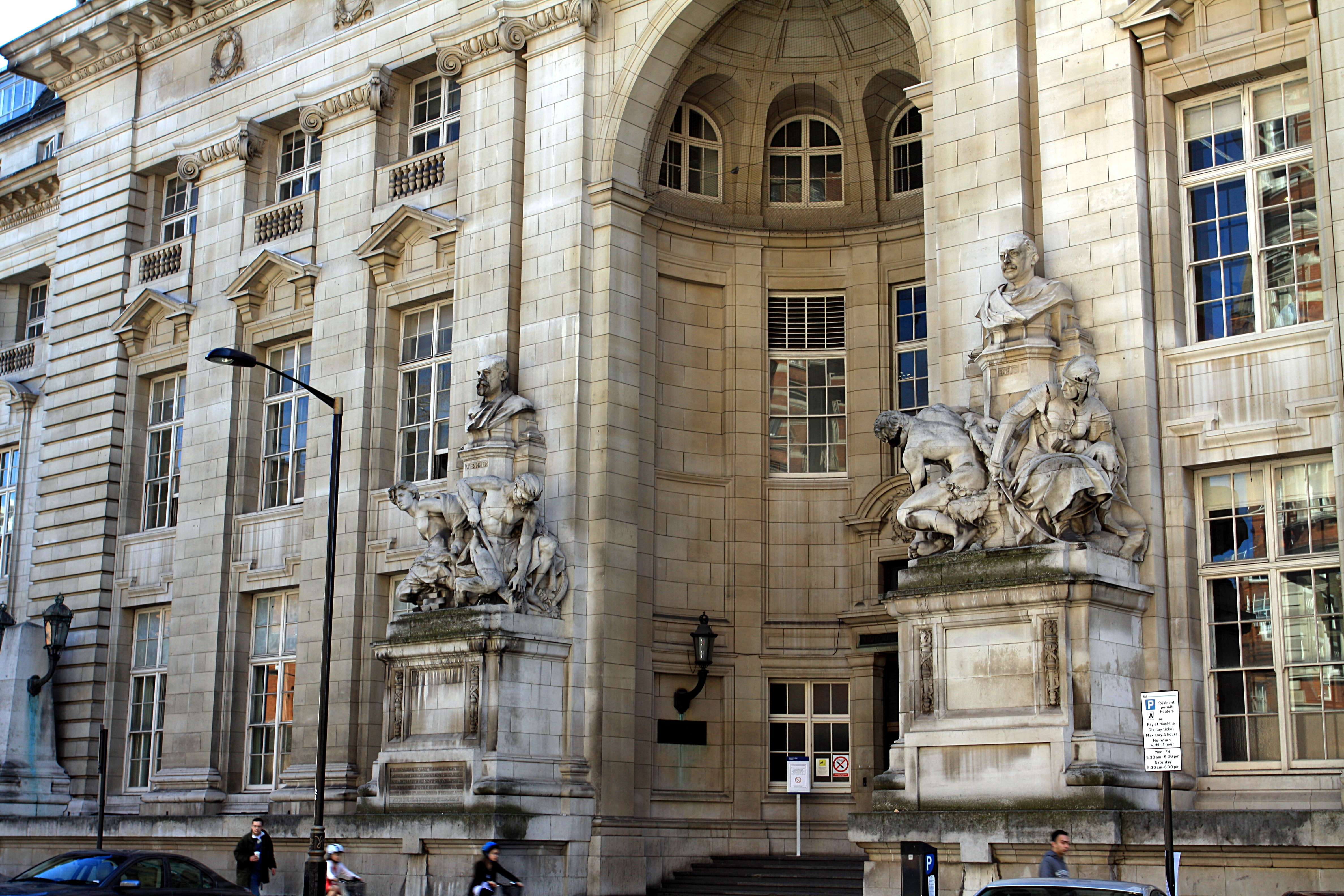
Budova Royal School of Mines

Univerzita je organizována do čtyř fakult – přírodních věd, inženýrství, medicíny a obchodu. Hlavní kampus se nachází v South Kensingtonu. Univerzita je klíčový hráč na poli biomedicínského výzkumu ve Velké Británii i ve světě. Je členem Russel Group, G5, Association of Commonwealth Universities, League of European Research Universities a takzvaného „zlatého trojúhelníku“ britských univerzit.
Pravidelně se umisťuje ve světových žebříčcích hodnocení univerzit na předních příčkách. Pro rok 2021 se umístila na 8. (QS QS World University Rankings), 11. (Times Higher Education) a 25. (ARWU) místě. Podle New York Times patří škola z hlediska atraktivnosti absolventů pro zaměstnavatele mezi 10 nejvýše ceněných na světě.
Hlavní část univerzity je umístěna ve čtvrti South Kensington v centru Londýna na hranici mezi Royal Borough of Kensington and Chelsea a City of Westminster. Hlavní vstup do university je na ulici Exhibition Road. Všechny prostory university zabírají celkově 525 233 čtverečních metrů. Plochou zabírá nejvíce ze všech vzdělávacích zařízení ve Velké Británii.

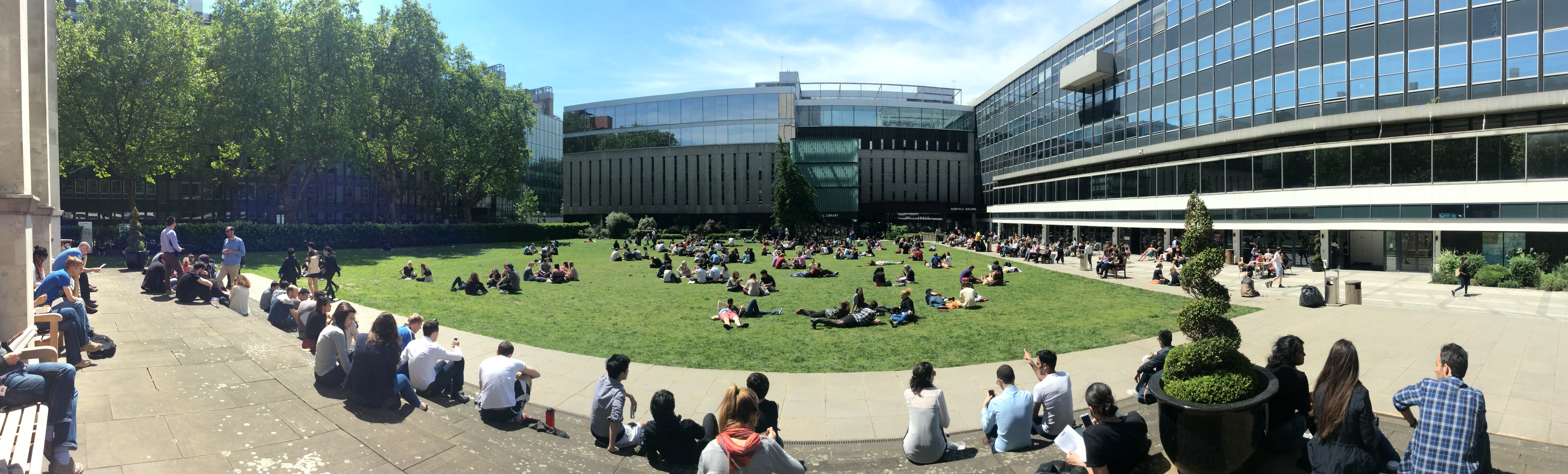
Hlavní kampus Imperial College v South Kensingtonu

## Významní absolventi a lidé spojení s univerzitou
Laureáti Nobelovy ceny: Sir Alexander Fleming, Sir Ernst Boris Chain, Sir Frederick Gowland Hopkins, Sir Andrew Fielding Huxley, Rodney Robert Porter, Abdus Salam, Sir George Paget Thomson, Patrick Blackett, Baron Blackett, Dennis Gabor, Peter Higgs, Sir Norman Haworth, Sir Cyril Norman Hinshelwood, Sir Derek Barton, Sir Geoffrey Wilkinson, Sir George Porter.[zdroj?]

## České zastoupení
Na Imperial College London studují desítky českých studentů v bakalářských, magisterských i doktorských studiích napříč obory. Nejméně od roku 2011 na univerzitě funguje spolek českých a slovenských studentů (Imperial College Czech and Slovak Society), který pořádá pravidelná setkání, organizuje výlety v Anglii i v Česku, pomáhá českým středoškolákům s příjimacím řízením a spolupracuje s českými společnostmi, univerzitami a výzkumnými organizacemi.[zdroj?]